# Теловани
Теловани (груз. თელოვანი) — село в Грузии, на северо-западной окраине Тбилиси, в административных границах города, на южном склоне горы Дидгори, на высоте 920 м над уровнем моря.

## История
Поселение известно с IV века и существовало в средневековье. Вахушти Багратиони упоминает Теловани в списке деревень Дигмисхеви.
В 1910 году в селе был обнаружен клад эпохи поздней бронзы (XIII—XII вв. до н. э.), который состоял из 4 фрагментов орудий, мотыги и обломка предмета неизвестного назначения, а также бронзового слепка колхидского топора.
До 2007 года село находилось в административном управлении общины Дигоми Мцхетского муниципалитета.
В 2007 году Церковь Святого Креста включена в список недвижимых культурных памятников национального значения Грузии

## Достопримечательности
Церковь Святого Креста
Церковь Джварпатиосани в Теловани

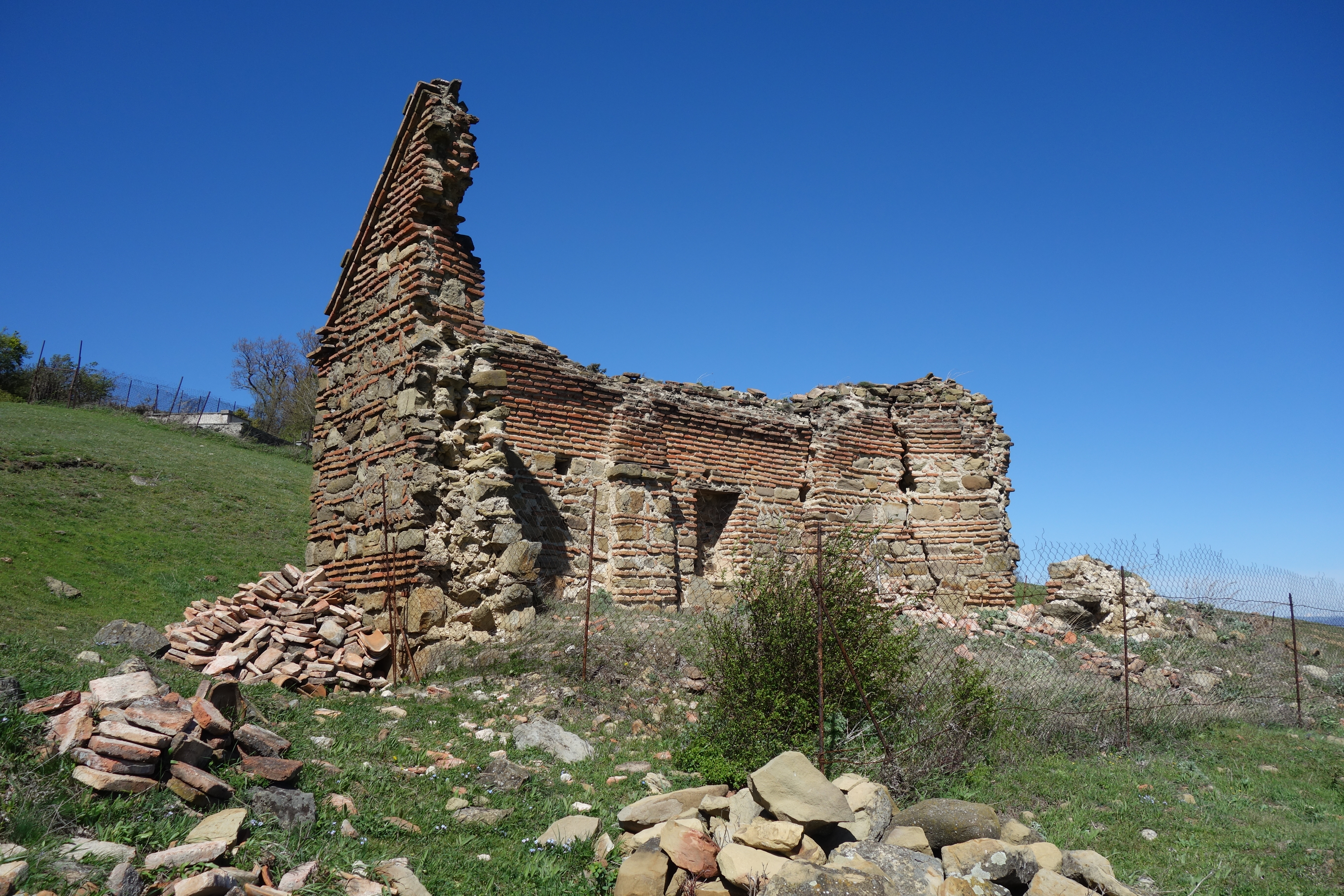
Руины церкви Св. Нины

В 1 км к северу от села, в лесу, стоит средневековый каменный крест, разделявший владения Багратиони, храма Светицховели и имения Цицишвили.